# Alaminos (Pangasinán)
Alaminos  (Lungsod ng Alaminos - Ciudad iti  Alaminos - Alaminos City), antaño conocida como Sarapsap, es una ciudad filipina de cuarta categoría, situada en la isla de Luzón y perteneciente a la provincia de Pangasinán en la Región Administrativa de Ilocos, también denominada Región I.

## Barangays
Alaminos se divide, a los efectos administrativos, en 39 barangayes o barrios, conforme a la siguiente relación:
| - Alos - Amandiego - Amangbangan - Balangobong - Balayang - Bisocol - Bolaney - Baleyadaan - Bued - Cabatuan | - Cayucay - Dulacac - Inerangan - Landoc - Linmansangan - Lucap - Maawi - Macatiw - Magsaysay - Mona | - Palamis - Pandan - Pangapisan - Población - Pocalpocal - Pogo - Polo - Quibuar - Sabangan - San Antonio | - San José - San Roque - San Vicente - Santa María - Tanaytay - Tangcarang - Tawintawin - Telbang - Victoria |  |

### Demografía
A mediados del siglo XIX, año de 1845, Sarapsap contaba con 3.744 almas, de las cuales 873 ½ contribuían.

## Historia
Alaminos formaba parte de Bolinao, uno de los nueve municipios del norte de la provincia de Zambales. Un indígena conocido llamado Suyang lideró un grupo de zambales en busca de un pastizales para sus ganados, desplazándose hacia al norte de sus montañas natales, hasta encontra la costa, donde se establecieron siendo desde entonces la pesca su medio de vida.
En Suyang, hoy uno de los barrios de Bolinao situado en la ladera (a una altitud de unos 15 o 20 m s. n. m.), se establecieron sus primeros colonizadores: Gaspar Montoya, Nicolás de San José, Domingo de Guzmán, Nicolas Purificación y otros.
En 1735, los pobladores de Suyang construyeron su iglesia, bajo la advocación del Patriarca San José, un convento y un tribunal. Este lugar goza de unas magníficas vistas de Capurwapurwan y de las Islas Cabaruyan (Cien Islas y Anda, respectivamente).
Sin embargo por causa de varios desastres naturales como fueno tifones o enfermedades del ganado, quizás causadas por los malos espíritus, los colonos deciden abandonar este lugar, desplazándose en 1737 a un nuevo lugar que denominaron Casborran .
En este nuevo emplazamiento, situado un metro por encima del nivel del mar, con suelo arcilloso, el agua salobre no era apta para el consumo.
En 1744 los vecinos del barrio de Casborán solicitan su conversión en municipio independiente de Bolinao, petición que fue atendida en 1747. A la nueva ciudad acuden varios ciudadanos prominentes de Dagupan como fueron Andrés Ballesteros, Antonio Nicolás y Diego Ballesteros; y también de Lingayen, como fueron Francisco Aquino y José García. Entonces se acuerda que las etnias Pangasinan y Suyang compartan el gobierno local, de modo que si un Suyang sea el Gobernadorcillo, su segundo sería from Pangasinan, alternando sucesivamente sus posiciones.
En 1758 debido al desacuerdo entre los habitantes para gobernar, Antonio Nicolás junto con sus partidarios abandonaron el lugar para instalarse los barrios de Pocal-pocal y Tanaytay. Sin embargo, sus seguidores lo abandonaron en 1763 regresando a Casborrán. Antonio Nicolás regresa a Pangasinan para ponerse al servicio de Palaris, jefe del grupo rebelde de San Carlos de Binalongán. Palaris y su gente quemaron y saquearon Casborrán: Algunos de los seguidores de Palaris que la repudiaron se estblecieron en el lugar que fue reconstruido.

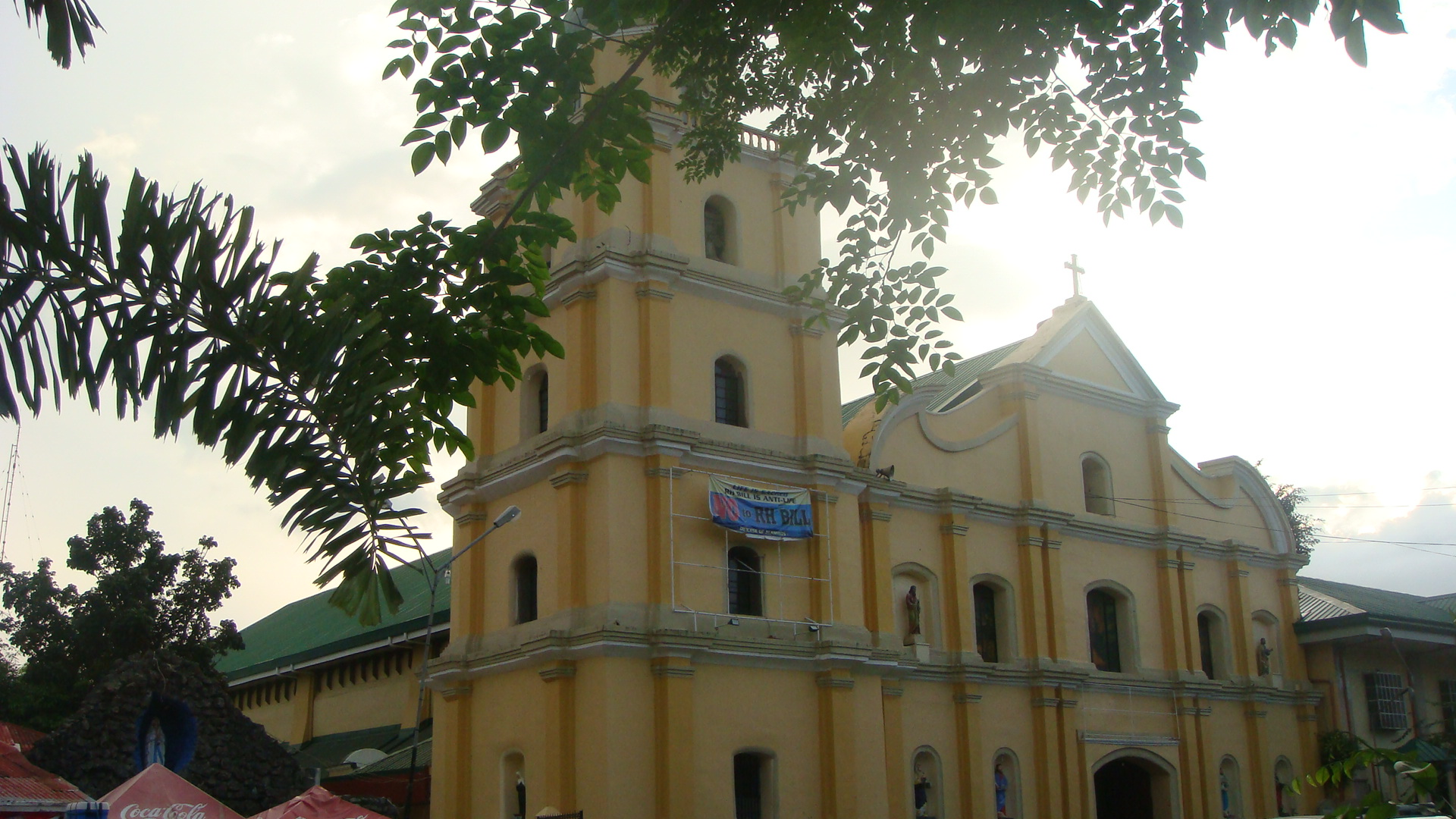
Catedral de San José.

En 1764 Antonio de la Cruz fue elegido gobernadorcillo. El vicario provincial, conocedor de los hechos, ordenó la demolición completa de la ciudad, saliendo del lugar llevándose consigo el sacerdote, el santo patrón, ornamentos de la iglesia y las campanas. Todas estas cosas fueron llevados al Sitio Nansangaan (tal vez junto Inerangan) donde el nuevo asentamiento toma el nombre de San José.
No mucho tiempo después vuelve la discordia entre sus habitantes. La caótica ciudad pasa a convertirse de nuevo en un barrio, emigrando a Bani de Pangasinán la etnia Suyang. En 1766 se produce la visita del funcionario José de Cervantes quien acuerda que los habitantes del barrio de San José vivan de forma independiente y por separado.
Así aparece un nuevo barrio emplazado en el sitio que hoy ocupa la ciudad de Alaminos, donde puedan convivir pacíficamente.

### Barrio Sarapsap
Por razones desconocidas, los habitantes de Casborrán cambiaron el nombre del lugar por el de Salapsap o Sarapsap, pronunciado por los españoles como Zarapzap, que se deriva de un río del mismo nombre. Salapsap significa cascada. Los principales responsables eran de origen Suyang: Don Nicolás Purificación, Andrés de San José y Antonio dela Cruz. En 1769, Diego Ballesteros fue elegido su primer teniente y en 1774, su primer Gobernadorcillo. La capilla, convento, casa tribunal y un edificio de la escuela fueron construidas de materiales improvisados. Sin embargo, la capilla y el convento fueron quemados en 1834. Los vecinos acordaron reconstruir el edificio de dos con materiales duraderos y duraderos. En 1840, se colocó la primera piedra de la iglesia. Entre otras personalidades distinguidas en la construcción fueron: Leonardo Pansoy, Sebastián Abalos, Félix de Castro, Pablo de Francia, Domingo Montemayor. La obra de fábrica fue supervisada por los sacerdotes católicos Manuel Bosqueto y José Tornos.
A mediados del siglo XIX Sarapsap pertenecía a la provincia de Zambales:

"...SARAPSAP; pueblo con cura y gobernadorcillo, de la isla de Luzón, provincia de Zambales, arzobispado de Manila..."

"...sit. en la cúspide de una colina con deliciosas vistas á una estensa llanura; tiene
hermosas calles largas y anchas, tiradas á cordel, que con el caserío que tiene á los lados,
causa un efecto sorprendente...." 
"...Su posición es muy espuesta por los vientos
de la mar, del que dista media legua por la parte de N. E . , confina por el E. con la prov. de
Pangasinan, distando de su primer pueblo Sual 2 leg., á cuyo punta se está construyendo una buena calzada que, concluida, será el mercado que actualmente tiene los lunes y jueves de cada semana..."
"...Tiene 800 casas, en general de sencilla construcción é iglesia parroquial servida por un cura regular..."
Buzeta y Bravo, Tomo II, página SAP 424 SR

Fray Victoriano Vereciano, párroco, ayudó en la solicitud de fondos para la subsistencia de los trabajadores, y sugirió la idea de terminar el ayuntamiento iniciada por Félix de Castro. Fray Andrés Romero, quien sucedió Padre Vereciano tras la muerte de este último, trabajó para la ampliación del cementerio y la capilla reconstruida en el mismo.
Durante la revolución en el norte de Zambales, el trabajo se interrumpió el 7 de marzo de 1898.

### Alaminos

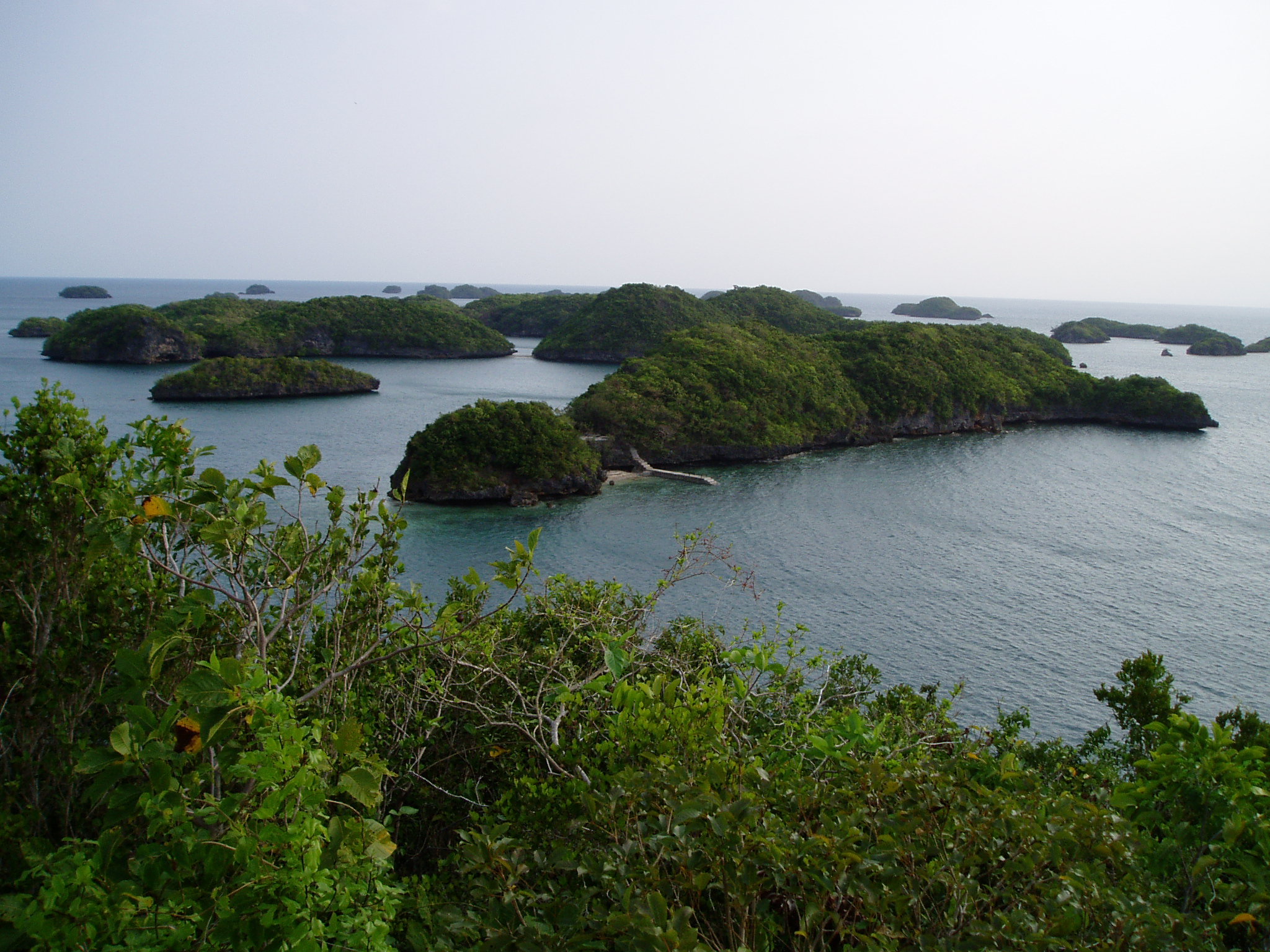
Vista del parque nacional de las Cien Islas.

A mediados del siglo XIX, Salapsap formaba parte de la provincia de Zambales y debido a su creciente importancia fue visitada en 1860 por el Gobernador General de Filipinas. Bajo el mando del capitán Domingo Montemayor, Zarapzap en 1872 cambia su nombre por el de Alaminos, en honor del entonces Gobernador General de Filipinas Juan Alaminos y Vivar.

### Incorporación a Pangasinán
El 7 de noviembre de 1903, durante la Ocupación estadounidense de Filipinas, la parte norte de Zambales fue incorporada a la provincia de Pangasinán.
Concretamente los municipios de Alaminos, Dasol, Bolinao, Anda, San Isidro de Putot, Bani, Agno e Infanta.

## Medio ambiente
El Parque nacional de las Cien Islas (The Hundred Islands National Park - Kapulo-puloan or Taytay-Bakes) es un atractivo turístico formado por 123 pequeñas islas situadas frente a la costa del barrio de Lucap aunque administrativamente forman parte de Pandan.

## Patrimonio
- Catedral de San José, sede de la Diócesis de Alaminos sufragánea de la Arquidiócesis de Lingayén-Dagupan.